# Amazilia
Genre
Amazilia est un genre d'oiseaux généralement appelés arianes, appartenant à la famille des Trochilidae, à la sous-famille des Trochilinae et à la tribu des Trochilini, laquelle regroupe les colibris et autres espèces apparentées.

## Liste d'espèces
D'après la classification de référence (version 14.1, 2024) du Congrès ornithologique international (ordre phylogénique) :
- Amazilia rutila – Ariane cannelle
- Amazilia yucatanensis – Ariane du Yucatan
- Amazilia tzacatl – Ariane à ventre gris
- Amazilia luciae – Ariane de Lucy
- Amazilia boucardi – Ariane de Boucard